# Christian Ulrich Grupen

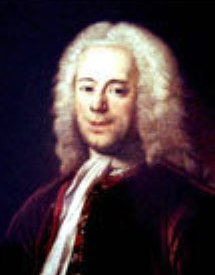
Christian Ulrich Grupen, zeitgenössisches Gemälde

Christian Ulrich Grupen (* 16. Juni 1692 im hannoverschen Harburg (heute ein Stadtteil von Hamburg); † 10. Mai 1767 in Hannover) war ein deutscher Jurist, der sich als Historiker, Rechtshistoriker und Autor einen Namen machte. Als Bürgermeister der Stadt Hannover, in dessen Amtszeit der Siebenjährige Krieg fiel, war er „das bedeutendste hannoversche Stadtoberhaupt im 18. Jahrhundert“ (Stadtarchivar Klaus Mlynek). Zu seinen bekanntesten Werken gehören die Origines et Antiquitates Hannoverenses (mit Kupferstich-Illustrationen, 1740 in Göttingen erschienen).

## Leben

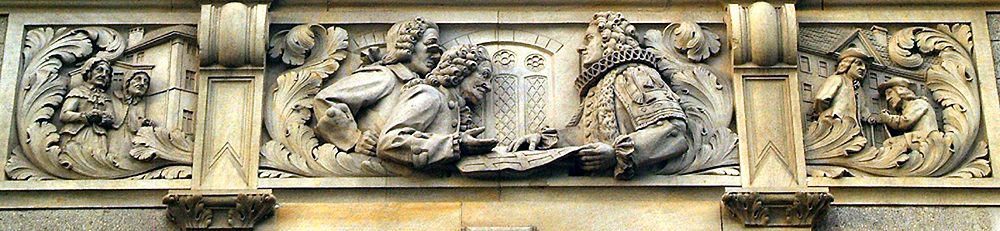
Christian Ulrich Grupen (links der Bildmitte) erläuterte 1747 dem Rat der Stadt Hannover die Erweiterung der Stadt durch die Aegidienneustadt. Relief von Peter Schumacher als Teil des Geschichtsfrieses am Neuen Rathaus von Hannover

Christian Ulrich Grupen war Sohn des Oberamtmanns (in Harburg und Moisburg), seit 1713 Fürstlich Nassau-Oranischen Kammerrats (in Coppenbrügge) Joachim Grupen. Nach dem Schulbesuch in Braunschweig studierte Christian Ulrich Grupen 1710/11 Jura erst in Rostock, 1712–1715 dann an der Universität Jena. Schon dort empfahl sich Grupen mit seiner „Festrede über die hannoversche Thronfolge in Großbritannien… vor den hannoverschen Landeskindern“. Die Druckausgabe mit Widmung überreichte Grupen 1715 persönlich an Georg I.
1715 ließ sich Grupen als Anwalt in Hannover nieder, wurde 1719 Stadtsyndikus, 1725 Mitglied der Kaufmannsinnung und Bürgermeister von Hannover. 1729 erfolgte die Ernennung zum königlichen Rat. Seit 1734 gehörte er als Consistorialrath außerdem dem geistlichen Konsistorium an.
Grupen war von 1727 bis 1749 Pächter des Marienröder Klosterhofes.

### Bürgermeister
Während seiner Amtszeit als Bürgermeister, die von 1725 bis zu seinem Tod im Jahre 1767 währte, setzte er zahlreiche Reformen und Bauvorhaben um: Grupen reformierte und modernisierte das Armen- und das Schulwesen, das Feuerlösch- und Medizinalwesen (Bau des Nikolaistifts 1728–1730) sowie das Braugewerbe und reorganisierte das Stadtarchiv Hannover.
Grupen reaktivierte in Vergessenheit geratene Privilegien und verhinderte die von Georg II. erlassene Regiminalverordnung vom 29. Dezember 1739, eine geplante Einschränkung der städtischen Autonomie: Grupen klagte vor dem Oberappellationsgericht Celle und erreichte, dass die neue Verfassungsordnung des (britischen) Königs zwar nicht aufgehoben, de facto aber auch nicht angewandt wurde.
Er ließ den Schnellen Graben erneuern (1742–1745), das bis dahin teuerste Bauwerk der Stadt, das Heilig-Geist-Spital (1744–1747) erbauen und machte den Schiffgraben (1747) für die Torfschifffahrt ins Altwarmbüchener Moor wieder befahrbar.
1757 erlebten die Bürger unter Grupen die Besetzung Hannovers durch französische Truppen im Siebenjährigen Krieg.

### Stadterweiterung

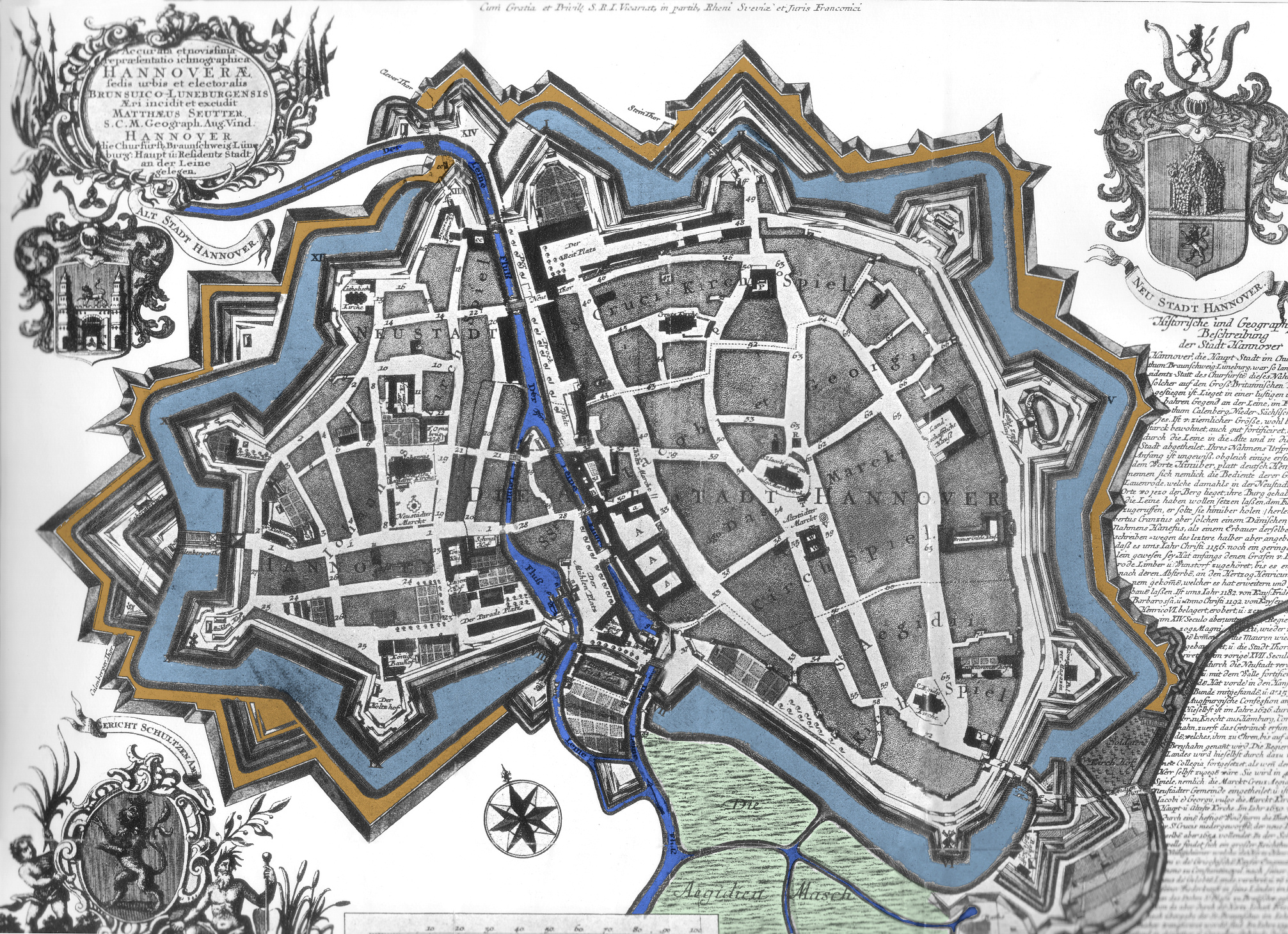
Hannover innerhalb des Festungsrings um 1750, Wälle der Stadtbefestigung und Wasser nachträglich koloriert

Grupen blieb in der Stadt nicht unumstritten, wie seine Planungen zur Stadterweiterung zeigen. Um dem beginnenden wirtschaftlichen Niedergang der Stadt infolge der Verlegung des Hofes nach London (1715) und den Stagnationstendenzen der Zünfte entgegenzuwirken, wollte Grupen spezialisierte Handwerker von außerhalb am Stadtrand ansiedeln. Daher veranlasste der Bürgermeister 1747/48 die erste Stadterweiterung seit dem Mittelalter:

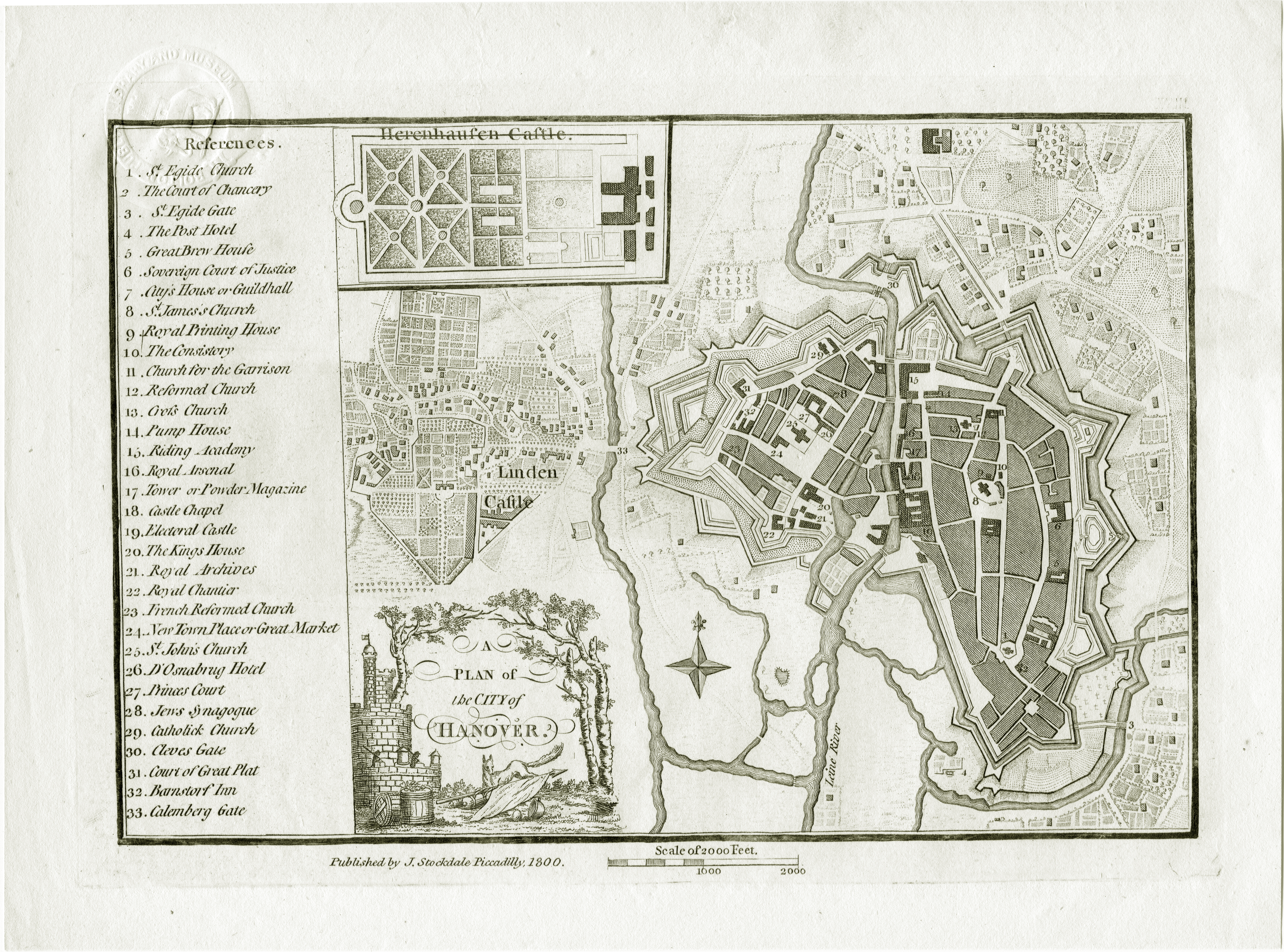
Hannover um 1800 mit der Aegidienneustadt auf der Bastion im Südosten

Grupen initiierte die Schleifung des Festungsrings um das Aegidientor zum Bau der Aegidienneustadt auf der Süder-Bothfelder Bastion durch Georg Friedrich Dinglinger. Die Beschwerden der Handwerker aus der Altstadt gegen Grupens autoritäre Führung führten dazu, dass im August 1748 eine landesherrliche Untersuchungskommission eingesetzt wurde. Im Ergebnis blieb die Überprüfung seines Verhaltens aber ohne Folgen für Grupen.
Allerdings siedelten sich in der Aegidienneustadt kaum fremde Handwerker an: Von den 102 ausgewiesenen Bauplätzen waren bis 1756 nur 72 besetzt, die Plätze wurden insbesondere an vermögende Bürger der Altstadt vergeben, Handwerker, Beamte und Adlige (z. B. wohnte die Familie Charlotte Kestners hier).

### Spuren in Hannover
- Nach dem Bürgermeister war 1881–1950 die Grupenstraße benannt als Teilstück der Karmaschstraße zwischen Lein- und Osterstraße. Seit 1950 ist die zwischen Oster- und Schmiedestraße gelegene Grupenstraße die erste hannoversche Fußgängerstraße.
- Am nördlichen Obergeschoss des Neuen Rathauses zeigt ein Relief Grupen mit dem Plan der Aegidienneustadt.
- Vor der Gneisenaustraße 29 befindet sich der sogenannte Grupen-Wappenstein, ein niedriger Grenzstein mit einem schreitenden Vogel im Wappen, den Initialen C.V.G. und der Jahreszahl 1730.

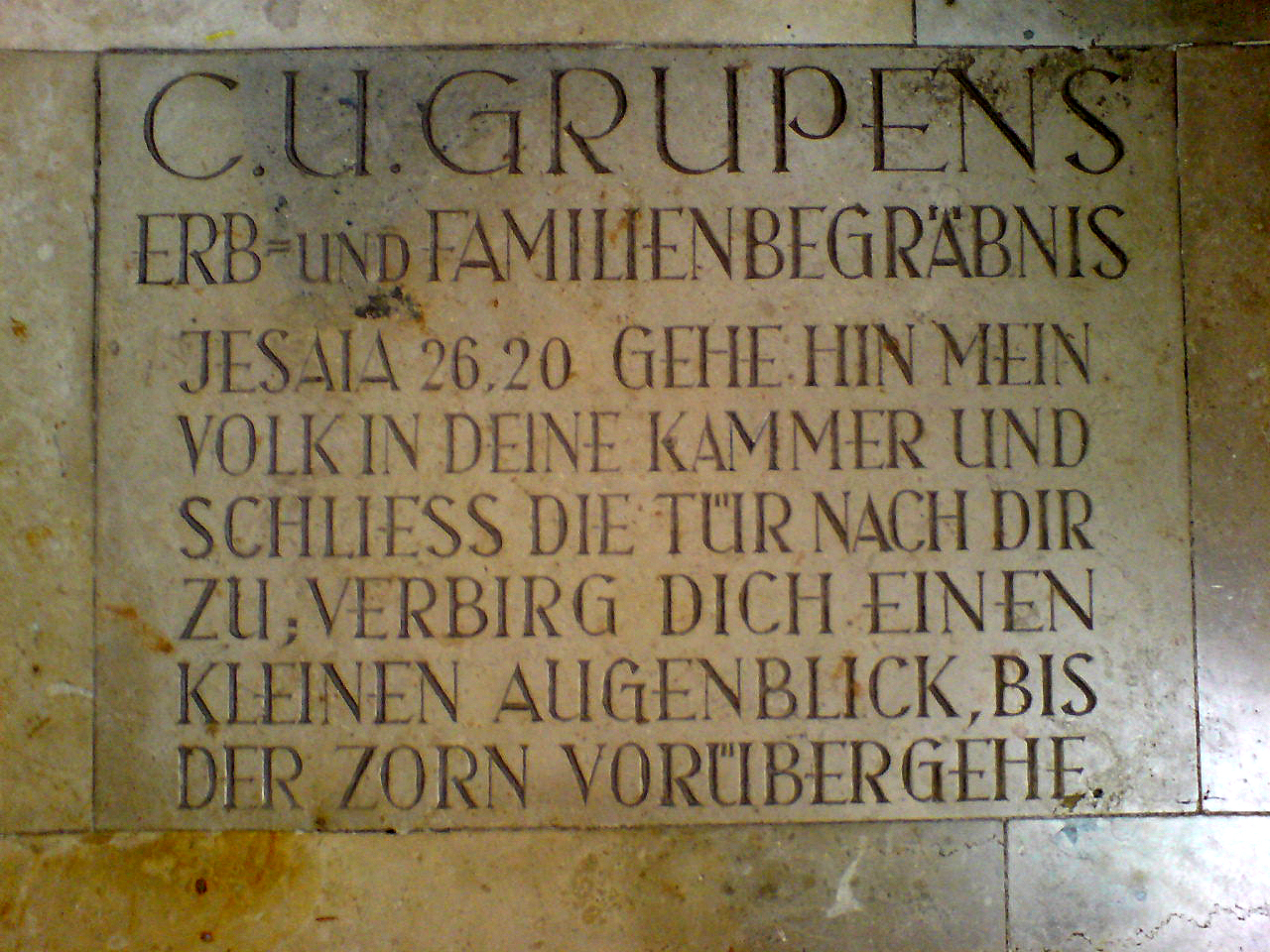
Grabplatte Grupens

- Grupens Grab befindet sich im Chor der Kreuzkirche.

## Werke
Grupen erstellte u. a. ein Verzeichnis der städtischen Besitztümer (Corpus Bonorum, 1720ff.), eine Leihhausordnung (1729), eine Hypothekenordnung (1744) und eine Gerichtsordnung (1765).
Im ZVDD, Zentrales Verzeichnis Digitalisierter Drucke, finden sich folgende Werke:
- Commentatio succincta De Donationibus ante nuptias qua legis sententiam plenius declarata rationem solicite excutit, ac denique usum practicum proponit cumprimis autem quod communis hic tradunt interpretes: Osculo Virginitatem delibari, Daß die Jungfernschaft durch einen Kuß verloren gehe modeste expendit Chrisstianus Ulricus Grupen. Wertheim, Jena 1714. (Digitalisat der Ausg. 1741)
- Dissertatio de successione legitima augustissimae Hannoveranae Domus in Magnae Britanniae regna = Von der rechtmäsigen Gross-Britannischen Succession des durchlauchtigsten Hauses Hannover. Meyer, Lemgo 1720. (Digitalisat)

- Christian Ulrich Grupen überreicht Georg I. den Druck seiner Festrede über die hannoversche Sukzession in Großbritannien, gehalten vor den hannoverschen Landeskindern an der Universität Jena, 1715: Bestands- und Laufzeit-Titel im Online-Findbuch des Niedersächsischen Landesarchivs.

- Tractatio iuridica de virgine prae vidua ducenda. Dass es besser sey eine Jungfer zu heyrahten, als eine Wittwe. Cui subiiciuntur quaedam de virgine Florentina sive Pandectis Florentinis corollaria. 2., vermehrte Auflage. Meyer, Lemgo 1716. (Digitalisat)
- Origines Pyrmontanae Et Swalenbergicae, worinnen die Alterthümer von Pyrmont und der dortigen Gegend, auch des PAGI WETTAGO, imgleichen die Ankunft der Graffen von Schwalenberg, und derer davon abstammenden I. Grafen von Waldeck, II. Grafen von Waldeck in specie, III. Grafen von Peremunt, IV. Herren von Colrebeck, V. Grafen von Sternberg; sodann die Den Grafen von Schwalenberg und Waldeck angehörige Schlösser und Herrschaften, aus ihrer Ursprünglichkeit erläutert werden. Universitätsbuchhandlung, Göttingen 1740 (Digitalisat der ULB Münster).
- Origines et antiqvitates Hanoverenses oder Umständliche Abhandlung von dem Ursprunge und den Alterthümern der Stadt Hannover, worinnen mit Urkunden, Siegeln und Kupfern der Zustand der Stadt und der herumliegenden Graf- und Herrschafften, wie auch Klöster, imgleichen vieler Adlichen Geschlechter an das Licht gestellet und die Deutschen Rechte erläutert werden. Universitätsbuchhandlung, Göttingen 1740 (Digitalisat von HAB Wolfenbüttel, weiteres Exemplar von Google Bücher).
- Teutsche alterthümer, zur erleuterung des sächsischen wie auch schwäbischen land- und lehn-rechts, wobey der gebrauch der Dressdenschen, Wolfenbütelschen und Oldenburgschen, zum druck kommenden codicum picturatorum durch einige abbildungen, die das Sächsische land- und lehn-recht erleutern, unter augen gestellet worden …. Schmidt, Hannover/Lüneburg 1746. (Digitalisat)
- Historische Nachricht I. Von der Stadt Hannover und ihren Anbau, II. Von denen Alterthümern der Calenbergischen Lande zwischen Deister und Leine. Schmidt, Göttingen 1748 (Digitalisat HAB Wolfenbüttel).
- De uxore Theotisca. Von der Teutschen Frau. Insbesondere: De virginum praegustatoribus, jure deflorationis, jure primae noctis, Maiden-Rents, Marcheta… Mit einer Praeliminair-Dissertation von der Vermählung Hertzogs Henrich des Leuens mit der Königlich-Englischen Printzessin Mathildis. Schmidt, Göttingen 1748. (Digitalisat)
- Observatio juris criminalis De applicatione tormentorum... (Dissertation über die Ausübung der Tortur), Richter, Hannover 1754 (Digitalisat Niedersächsische Staats- und Universitätsbibliothek Göttingen).
- Observationes rervm et antiqvitatvm germanicarvm et romanarvm. Oder, Anmerkungen aus den teutschen und römischen rechten und alterthümern, mit einer vorrede und abhandlung, De lingva Hengisti, Hengist’s tonge, als der altsächsischen sprache, welche der sächsische fürst Hengist mit den Sachsen in Britannien gebracht. Teil 1, Verlag des Waysenhauses, Halle 1763, und Teil 2, Meyer, Lemgo 1766 (Digitalisate von Google Bücher).
- Abhandlung von denen Advocatis und denen in Römischen Rechten und Reichsgesetzen und Tribunals-, Canzley- und Hofgerichtsordnungen verbotenen Pactis der Advocaten mit ihrer Parthey / nebst einem Anhange von denen Proxenetis und ihren Benennungen. Meyer, Lemgo 1765. (Digitalisat)

Nach Grupes Tod brachte der Historische Verein für Niedersachsen eine Arbeit Grupens heraus: Von dem hannöverschen Kirchenstaate In: Vaterländisches Archiv des Historischen Vereins für Niedersachsen, Jahrgang 1837, bei Herold und Wahlstab, Lüneburg 1838, S. 48–133 Digitalisat

## Bibliothek
Grupen vermachte seine Bibliothek 1743 dem Oberappellationsgericht in Celle, dessen Rechtsnachfolger, das Oberlandesgericht Celle sie bis heute als privatrechtliche Stiftungsbibliothek verwahrt. Die über 200 Handschriften wurden erst 2018 in einem modernen Katalog beschrieben. Außerdem gibt es rund 60 Inkunabel im Bestand.